# Гагкуев, Руслан Григорьевич
Русла́н Григо́рьевич Гагку́ев (осет. Гæгкуыты; род. 25 апреля 1975, Москва) — российский историк, доктор исторических наук (2013), председатель Правления Российского исторического общества, исполнительный директор фонда «История Отечества», ведущий научный сотрудник Центра военной истории России ИРИ РАН, член Центрального совета Скобелевского комитета. Профессор Российской академии образования.

## Биография
В 2000 году с отличием окончил исторический факультет Московского педагогического государственного университета и был зачислен в аспирантуру, после окончания которой 16 февраля 2004 года защитил диссертацию на соискание учёной степени кандидата исторических наук на тему «Белые армии юга России: особенности источников комплектования и социального состава (на материалах первого армейского корпуса). 1917—1920 гг.».
Также в 2000 году начал работу в Российском государственном архиве экономики (РГАЭ) ведущим специалистом отдела информационного обеспечения, а затем главным специалистом Центра информационных технологий Росархива, созданного при РГАЭ.
Работал в издательстве «Логос», журнале «Высшее образование сегодня», литературном агентстве «Университетская книга».
С осени 2006 года начал работу в издательстве «Дрофа» как заместитель главного редактора редакций профессионального образования. С 2011 года его назначают заместителем главного редактора редакций общего образования, а затем, с осени 2014 года, — главным редактором издательства.
До 2019 года работал главным редактором Корпорации «Российский учебник».
С 2019 по 2023 годы работал заместителем исполнительного директора фонда «История Отечества». С 2023 года — председатель Правления Российского исторического общества, исполнительный директор фонда «История Отечества».
15 октября 2013 года защитил диссертацию на соискание учёной степени доктора исторических наук на тему «Белое движение в России: социальный состав и источники комплектования белых армий (1917—1922 гг.)».
С 1998 года участвует в конференциях, симпозиумах, семинарах и «круглых столах». С 2000 года — составитель книг военно-исторической серии «Белые воины», а также координатор проекта «Белые воины». С 1999 года - член Московской группы НТС. Секретарь НТС. Член Совета НТС с апреля 2009 года по 2013 год. Заместитель главного редактора альманаха "Белая Гвардия" в 1999 - 2009 годах. 
Круг научных интересов: история Гражданской войны и Белого движения; история Русской армии конца XIX — начала XX веков; история Первой мировой войны; военно-политическая история Русского зарубежья; жизнь и деятельность представителей русского офицерского корпуса генералов С. Л. Маркова, В. О. Каппеля, М. Г. Дроздовского, А. П. Кутепова, Ф. А. Келлера, М. Д. Скобелева и др.; проблемы развития отечественного образования и др.

## Основные направления работы
Автор и соавтор многих научных, научно-популярных и энциклопедических статей, посвященных российской истории и проблемам отечественного образования.
В монографии «Белое движение на Юге России. Военное строительство, источники комплектования, социальный состав. 1917—1920 гг.» (2012) рассматривает особенности источников комплектования и социального состава белых армий на примере южнорусского Белого движения. Впервые в отечественной историографии предпринята попытка проследить изменение состава белых армий с ноября 1917 по октябрь 1920 гг. В книге впервые представлены многие документальные источники из фондов Российского государственного военного архива и Государственного архива РФ.
Публиковался в журналах «Вестник архивиста», «Военно-исторический журнал», «Вопросы истории», «Высшее образование в России», «Высшее образование сегодня», «Исторический архив», «Отечественные архивы», «Родина», «Русский дом», «Университетская книга» и др.
Автор-составитель и редактор книг военно-исторической серии «Белые воины»: «Марков и марковцы» (2001; 2012), «Каппель и каппелевцы» (2003; 2007; 2010), «Дроздовский и дроздовцы» (2006; 2012), «Генерал Кутепов» (2009), «Генерал Скобелев» (2011; 2013), «Генералы Великой войны» (2014). В 2017 году серию пополнила книга «Генерал Ренненкампф».
В 2016 году стал научным редактором исторического фотоальбома «Революция и гражданская война в России. 1917—1922 гг.». Книга была удостоена премии «Лучшие книги и издательства-2016» Архивная копия от 14 января 2018 на Wayback Machine и признана лучшей номинации «Альбом». В 2017 году в свет вышел ещё один альбом «Великая революция 1917 года» (в соавторстве с А. В. Репниковым), изданный к 100-летию Великой революции 1917 года в России.
Выпустил также литературно-художественные альбомы «Русское зарубежье» (2007) и «Русское зарубежье. Великие соотечественники» (2018), где описываются судьбы видных политиков, писателей, художников, композиторов, деятелей науки и культуры, ставших эмигрантами в силу разных обстоятельств.

## Примечание
1. ↑  См. полный список профессоров РАО на сайте академии.
2. ↑  Русская линия / Библиотека периодической печати / Авторы /  Руслан Гагкуев. rusk.ru. Дата обращения: 16 января 2018. Архивировано 17 января 2018 года.